# Nicole Sheridan

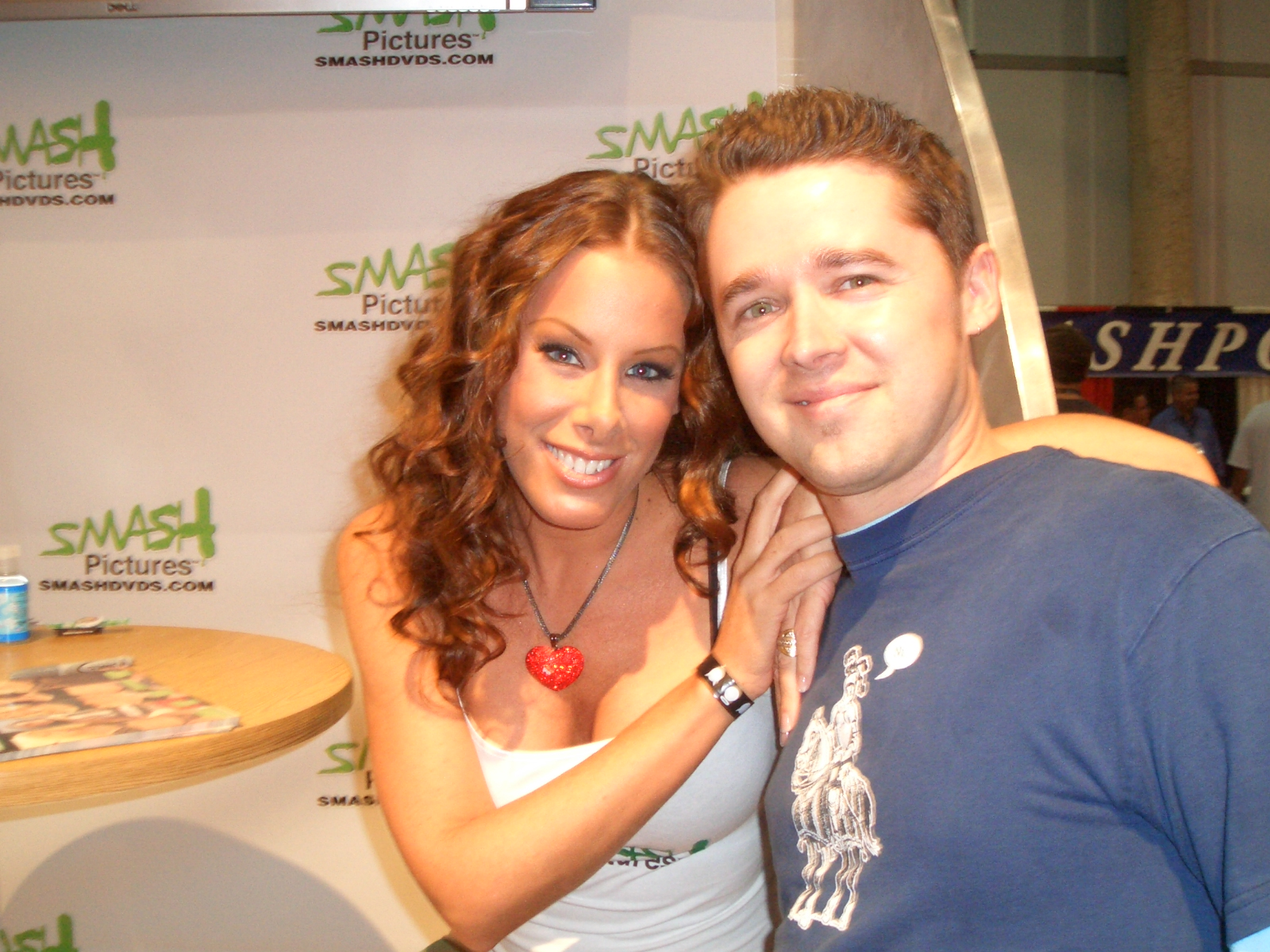
Nicole Sheridan (2007).

Nicole Sheridan, född den 7 maj 1975 i Pennsylvania, är en amerikansk porrskådespelare. Hon uppträder ofta med sin make Voodoo, men har också gjort scener med bland andra Catalina och Stephanie Swift.

## Utmärkelser
- 2002 AVN Best Anal Sex Scene – Film for Taboo 2001 : A Sex Odyssey[1]
- 2007 AVN Best Group Sex Scene - Video for Fashionistas Safado: The Challenge[1]